# À l'abri de leurs ailes
Pour plus de détails, voir Fiche technique et Distribution.
À l'abri de leurs ailes (চরাচর, Charachar) est un film indien réalisé par Buddhadev Dasgupta, sorti en 1994.

## Synopsis
L'empathie d'un chasseur d'oiseaux pour ses proies l'empêche de travailler.

## Fiche technique
- Titre : À l'abri de leurs ailes
- Titre original : চরাচর (Charachar)
- Réalisation : Buddhadev Dasgupta
- Scénario : Buddhadev Dasgupta d'après le roman de Prafulla Roy
- Musique : Biswadep Dasgupta
- Photographie : Soumendu Roy
- Montage : Ujjal Nandi
- Production : Gita Gope et Shankar Gope
- Société de production : Angel Digital et Gope Movies
- Pays de production :  Inde
- Genre : Drame
- Durée : 97 minutes
- Dates de sortie : 
  - Canada : 9 septembre 1994 (festival international du film de Toronto)
  - France : 7 février 1996

## Distribution
- Shankar Chakraborty
- Indrani Haldar : Gouri
- Rajit Kapoor : Lakhinder
- Sadhu Meher : Bhushan
- Manoj Mitra
- Laboni Sarkar : Sari

## Distinctions
Le film a été présenté en sélection officielle en compétition lors de Berlinale 1994. Il a également reçu le National Film Award du meilleur long métrage.